# Nette (Mittelrhein)
Die Nette ist ein 59,1 km langer, orografisch linker Nebenfluss des Rheins in Rheinland-Pfalz.

## Name
In den ersten schriftlichen Belegen wurde der Fluss Netthe (1167) und Nepha (1194–1198) genannt. Vermutlich bestand der ursprüngliche Name aus dem Suffix -apa und dem germanischen *Nit- mit der Bedeutung 'strömen, fließen'.

## Geographie

### Verlauf
Die Nette entspringt in Hohenleimbach, durchfließt die Landkreise Ahrweiler und Mayen-Koblenz, bevor sie bei Weißenthurm in den Rhein mündet. Der Oberlauf in der Eifel oberhalb von Mayen verläuft in einem teils windungsreichen Mittelgebirgstal. An der Mündung des von rechts kommenden Nitzbachs mit den Ortschaften Virneburg und Nitz liegt das Schloss Bürresheim. Im mittleren Teil durchfließt die Nette in einem gewundenen Kerbsohlental ackerbaulich geprägte Hochflächen und trennt dabei die Pellenz im Norden vom Maifeld im Süden.

### Zuflüsse
Wesentliche Zuflüsse (flussabwärts) sind Selbach, Weiberner Bach, Arfter Bach, Rehbach, Kümperbach und Nitzbach.

### Orte an der Nette
Die Nette fließt von ihrer Quelle bis zur Mündung durch die folgenden Orte:
- Hohenleimbach, Ortsteil Lederbach
- Arft, Ortsteil Netterhöfe
- Riedener Mühlen
- Bürresheim
- Mayen
- Trimbs
- Welling
- Polch, Ortsteil Ruitsch
- Ochtendung
- Plaidt
- Saffig
- Andernach, Ortsteil Miesenheim
- Weißenthurm

## Natur
Zurzeit werden technisch geprägte Abschnitte des Flussbettes naturnah zurückgebaut. Oberhalb von Mayen ist die Nette ein beliebtes Angelgewässer. An ihren Steilhängen zwischen Welling und Ochtendung brüten zwei Uhu-Paare.
Im März 2008 wurde die Nette von den Naturfreunden zur Flusslandschaft des Jahres 2008/2009 ausgerufen. Sie liefere ein „eindrucksvolles naturromantisches Bild“, so der Vorsitzende des Verbandes Michael Müller.

## Wirtschaft
Der Bach versorgte in Mayen unter anderem die ortsansässige Papierindustrie mit Energie und Wasser. Auf ihn beziehen sich die Namen des ursprünglich in Weißenthurm (jetzt in Koblenz) gebrauten Bieres Nette-Pils, der Klinik Nette-Gut bei Weißenthurm und der in den 1980er-Jahren erschienenen lokalen Nette-Zeitung.